# Montecatini Alto
Montecatini Alto è una frazione del comune di Montecatini Terme. Anticamente si chiamò Montecatini Val di Nievole e fu capoluogo di un comune autonomo fino al 1940.

## Storia
Il comune originario si estendeva per circa 30 km² ed aveva circa 5.400 abitanti nel 1905. Il suo territorio era delimitato dai comuni di Marliana, Serravalle Pistoiese, Monsummano Terme, Buggiano, Massa e Cozzile e Ponte Buggianese e comprendeva, oltre al capoluogo, le località di Bagni di Montecatini (l'attuale Montecatini Terme) e di Pieve a Nievole.
Nel 1905 queste due frazioni furono erette in comuni autonomi; nel 1940 il comune di Montecatini Val di Nievole venne definitivamente soppresso ed il suo territorio diviso tra quelli di Montecatini Terme (nome adottato dal comune di Bagni di Montecatini nel 1934) e di Pieve a Nievole. Al momento della soppressione, il comune contava poco più di 3.200 residenti.
Al plebiscito del 1860 per l'annessione della Toscana al Regno di Sardegna, i "sì" non ottennero, anche se di poco, la maggioranza degli aventi diritto (925 su un totale di 1.883), sintomo dell'opposizione all'annessione.

## Architetture religiose
- Chiesa dei Santi Jacopo e Filippo
- Convento e chiesa di Santa Maria a Ripa
- Chiesa di San Pietro